# Bosen-Eckelhausen
Bosen-Eckelhausen ist ein Gemeindebezirk von Nohfelden im Landkreis St. Wendel im Saarland. Der Gemeindebezirk besteht aus den beiden bis Ende 1973 eigenständigen Gemeinden und heutigen Ortsteilen Bosen (1220 Einwohner, Stand Januar 2012) und dem deutlich kleineren Eckelhausen (229 Einwohner, Stand Januar 2012).

## Geographie
Bosen-Eckelhausen ist Teil des Naturparks Saar-Hunsrück im nördlichen Saarland. Innerhalb der 1.050 ha (Bosen) bzw. 300 ha (Eckelhausen) messenden Gemarkung befindet sich der Bostalsee, der mit rund 120 ha eines der größten künstlichen Gewässer in Südwestdeutschland darstellt.

## Geschichte
Die erste urkundliche Erwähnung des Ortes als „Busena“ stammt aus dem Jahr 978. Von 1817 bis 1937 gehörte Eckelhausen zum oldenburgischen Fürstentum Birkenfeld.
Im Rahmen der saarländischen Gebiets- und Verwaltungsreform wurden die beiden bis dahin eigenständigen Gemeinden Bosen und Eckelhausen am 1. Januar 1974 zusammen mit elf weiteren Gemeinden der Gemeinde Nohfelden zugeordnet.

## Tourismus und Wirtschaft
Der 1979 angestaute Bostalsee ist heute ein überregional bekanntes touristisches Zentrum, das jede Saison zahlreiche Besucher anzieht. Am Nordufer des Sees befindet sich ein Kulturzentrum in der Bosener Mühle, die bis 1930 als Getreidemühle für die Umgebung diente. In unmittelbarer Nähe befindet sich ein Campingplatz mit 14 ha Gesamtfläche, darüber hinaus gibt es mehrere gastronomische Betriebe in Bosen. Seit Sommer 2013 gibt es am Ufer des Bostalsees einen Center Parc.
Am Zubringer zur A 62 außerhalb von Eckelhausen befindet sich ein Industriegebiet, wo mehrere Firmen aus der holz- bzw. metallverarbeitenden Industrie ihren Sitz haben.

## Religion
- Evangelische Kirche (Bosen)
- Mariä Himmelfahrt (Bosen)

In einer Schenkungsurkunde des Bischofs Wigfried von Verdun an das Kloster St. Paul zu Verdun aus dem Jahr 972 findet sich die erstmalige schriftliche Erwähnung einer Kirche in Bosen. Im Jahr 1561 wurde in Bosen die lutherische Konfession eingeführt. Zur gleichen Zeit verlor Bosen seine pfarrliche Selbständigkeit, als es gemeinsam mit dem einige Kilometer nördlich gelegenen Sötern zu einem gemeinsamen Pfarrbezirk zusammengelegt wurde. Die Kirche in Bosen wurde wohl bis ins späte 18. Jahrhundert auch noch von Katholiken genutzt, ehe diese der katholischen Pfarrei St. Martin von Tours in Neunkirchen/Nahe zugeordnet wurden.
Im Jahr 1914 wurde das alte Kirchenschiff abgerissen, während der Turm aus dem 15. Jahrhundert erhalten blieb. In den Jahren 1914 bis 1917 erfolgte der Bau des heutigen Kirchengebäudes nach Plänen des aus Bielefeld-Schildesche stammenden Architekten Karl Siebold. Dieser Neubau ist ein zentralisierender Kreuzsaal in Neorenaissance-Formen des Abstraktions-Historismus.
- Ehemalige jüdische Gemeinde Bosen

Vom 18. Jahrhundert bis 1942 existierte in Bosen eine jüdische Gemeinde. Am 23. April 1942 wurden die letzten jüdischen Einwohner in Vernichtungslager deportiert. Die ehemalige Synagoge wurde 1949 von der Synagogengemeinde Saarbrücken an Privatleute verkauft und in ein Wohnhaus umgebaut. Am 19. November 2012 wurden in der Bostalstraße  vier Stolpersteine verlegt, die an die Familie Lion erinnern.